# Krywiczany
Krywiczany – obecnie część wsi Wieciera na Białorusi, w obwodzie witebskim, w rejonie dokszyckim, w sielsowiecie Dokszyce.
Dawnej samodzielna wieś. Inna nazwa miejscowości to Krzywiczany.

## Historia
W czasach zaborów w granicach Imperium Rosyjskiego.
W dwudziestoleciu międzywojennym wieś leżała w Polsce, w województwie wileńskim, w powiecie dziśnieńskim, w gminie Dokszyce.
Według Powszechnego Spisu Ludności z 1921 roku zamieszkiwało tu 205 osób, 4 było wyznania rzymskokatolickiego, a 201 prawosławnego. Jednocześnie 21 mieszkańców zadeklarowało polską przynależność narodową, a 184 białoruska. Było tu 37 budynków mieszkalnych. W 1931 w 39 domach zamieszkiwało 181 osób.
Miejscowość należała do parafii rzymskokatolickiej i prawosławnej w Dokszycach. Podlegała pod Sąd Grodzki w Dokszycach i Okręgowy w Wilnie; właściwy urząd pocztowy mieścił się w Dokszycach.